# La Mojarra

Klassische Stätten an der Golfküste Mexikos

La Mojarra ist eine kleine mesoamerikanische Ausgrabungsstätte im mexikanischen Bundesstaat Veracruz nahe der Küste des Golfs von Mexiko.

## Lage
Die archäologische Stätte von La Mojarra liegt in einer sumpfig schwülen Umgebung in einer Höhe von etwa 11 m etwa 20 km Luftlinie von der mexikanischen Golfküste entfernt. Die nächstgelegene olmekische Ausgrabungsstätte, Tres Zapotes, befindet sich etwa 30 km Luftlinie in südöstlicher Richtung. Bei den Ausgrabungsarbeiten, die eine Fläche von etwa einem Quadratkilometer umfassten, wurden mehrere angeschüttete Erdhügel, auf denen ehemals wahrscheinlich aus Ästen, Zweigen, Erde und Schilf errichtete Tempel oder die Wohnhütten der Oberschicht standen, und ein in der Mitte befindlicher Platz erkannt.

## Geschichte
La Mojarra war von ca. 300 v. Chr. bis etwa 1000 n. Chr. besiedelt. Berühmt ist der kleine Ort durch eine im Jahr 1985 in einem Fluss in der Nähe gefundene Stele mit den beiden Long-Count-Daten 8.5.3.3.5, welches dem 19. Mai des Jahres 143 entspricht, und 8.5.16.9.7 (= 23. Juni 156). Ca. 70 km entfernt wurde bereits im Jahr 1902 die sogenannte Tuxtla-Statuette mit den Daten 8.6.2.4.17 (= 12. März 162) gefunden, die jedoch erst einige Zeit später datiert werden konnte. Alle drei Daten sind deutlich älter die der Mayas und werden nur von wenigen früheren Datierungen derselben Region unterboten.

## Stele 1

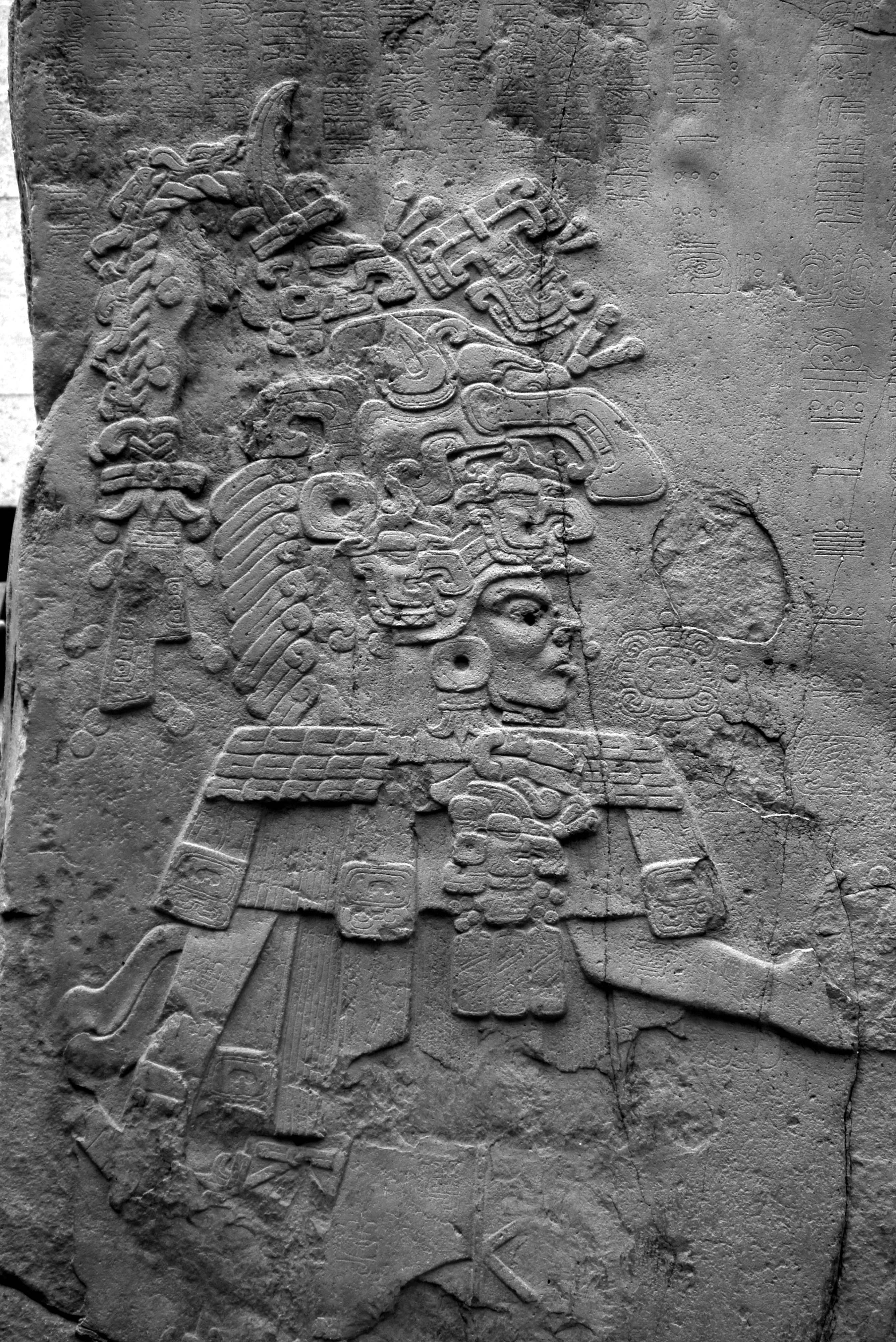
La Mojarra, Stele 1, Vorderseite

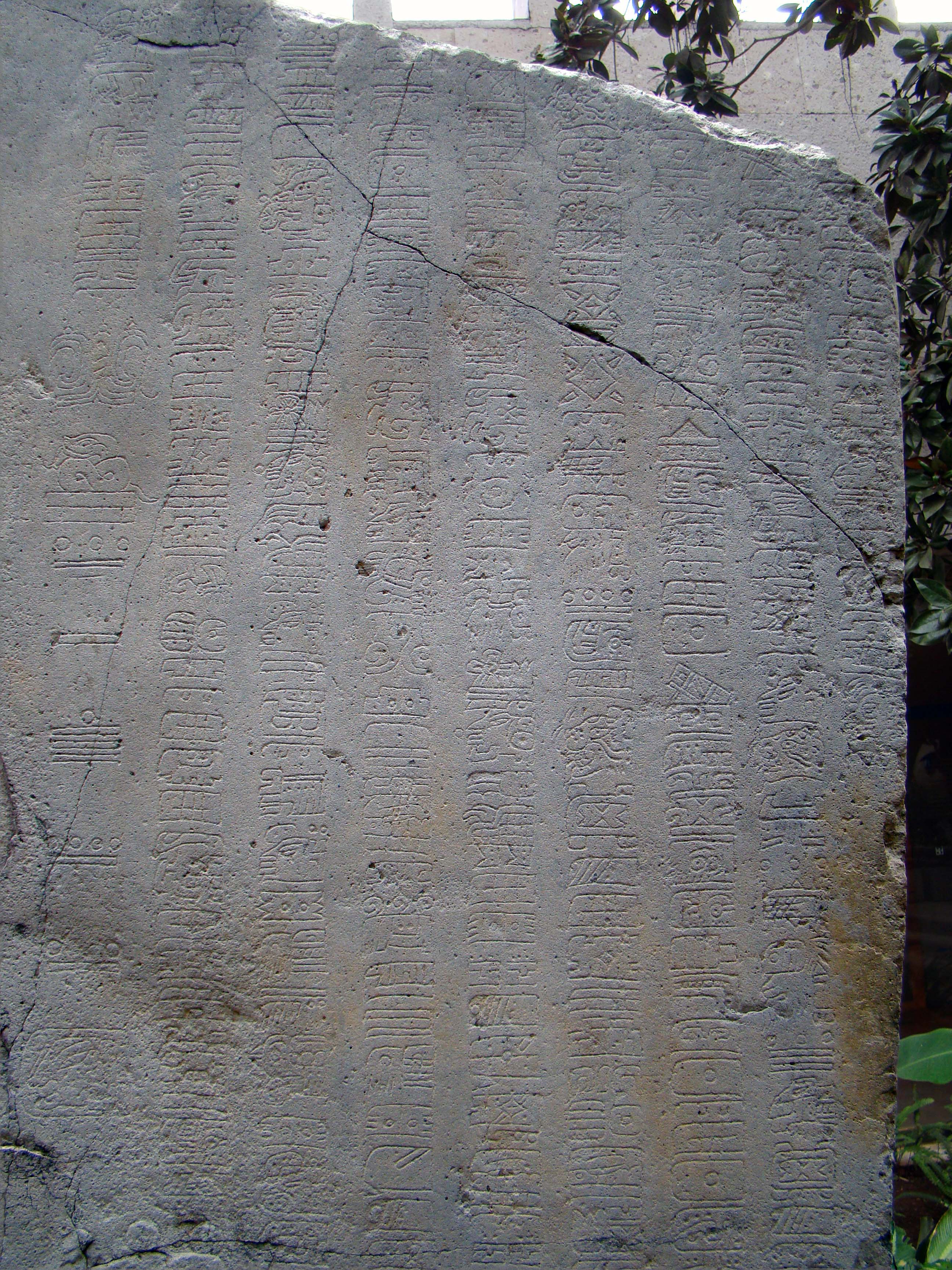
La Mojarra, Stele 1, Rückseite mit dem Datum 8.5.16.9.7 (= 23. Juni 156)

Die 2,10 m bis 2,34 m hohe und 1,10 m bis 1,42 m breite monolithische Stele aus vulkanischem Basaltgestein, das – wie die berühmten Olmekenköpfe – aus der etwa 35 km entfernten Sierra de los Tuxtlas stammt, wiegt ca. 4 Tonnen und gehört heute zum Bestand des Museo de Antropología in Xalapa. Einige Forscher unterstützen die Hypothese, dass die bereits bearbeitete Stele ursprünglich in Tres Zapotes stand und erst viel später hierhergeschafft wurde; andere lehnen derartige Überlegungen ab.
Die Vorderseite zeigt links einen Priesterkönig mit reichem Kopfschmuck, in welchem sich mehrere Masken – ebenfalls mit Kopfschmuck – verbergen; über ihm und rechts fand man bei einer Ausstellung der Stele im Jahr 1995 weitere schwer zu erkennende Glyphen; insgesamt sind es nunmehr weit über 500 Schriftzeichen.
Auf der Rückseite links findet sich das spätere der beiden Daten; rechts daneben sind mehrere senkrechte Reihen mit Glyphen in Epi-Olmekischer Schrift zu erkennen, die auch durch die Fortschritte bei der Entzifferung der Maya-Schrift und trotz mehrerer Übersetzungsversuche einer abschließenden Deutung nicht entscheidend nähergerückt sind – die Untersuchungen werden fortgesetzt.